# Coppo (nome)
Coppo  è un nome proprio di persona italiano maschile.

## Origine e diffusione
Rappresenta un ipocoristico del nome Jacopo o, più propriamente, della sua antica variante Giacoppo o Iacoppo.
Per quanto diffuso nell'onomastica arcaica, ad oggi Coppo risulta ormai estinto come nome di persona.

## Onomastico
Quale ipocoristico del nome Jacopo, l'onomastico viene festeggiato il 25 luglio, in ricordo di san Giacomo apostolo. In alternativa lo si celebra anche il 13 luglio, in onore di Jacopo da Varazze, o il 25 dicembre, in onore di Jacopone da Todi.

## Persone
- Coppo di Marcovaldo, pittore italiano
- Coppo Domenichi, al secolo Giacoppo o Iacopo di Borghese Domenichi, politico fiorentino